# Teresa (telenowela)
Teresa – meksykańska telenowela Televisy wyemitowana w latach 2010-2011. W roli tytułowej Angelique Boyer. Adaptacja telenoweli o tej samej nazwie z 1989 roku.

## Wersja polska
W Polsce serial był emitowany na TVN7. Ostatni 152. odcinek wyemitowano 9 października 2012. Od 17 kwietnia 2015 serial był emitowany na TVN Fabuła. Telenowela była dostępna w całości także na platformie Player.pl. Opracowaniem wersji polskiej zajęła się telewizja TVN. Autorem tekstu był Michał Marrodan. Lektorem serialu był Paweł Straszewski.

## Obsada
- Angelique Boyer - Teresa Chávez Aguirre de la Barrera
- Aarón Díaz - Mariano Sánchez Suárez
- Sebastián Rulli - Arturo de la Barrera Azuela
- Cynthia Klitbo - Juana Godoy
- Margarita Magaña - Aída Cáceres
- Ana Brenda Contreras - Aurora Alcázar
- Jessica Segura - Rosa "Rosita" Chávez Aguirre
- Fabiola Campomanes - Esperanza Medina
- Manuel Landeta - Rubén Cáceres Muro
- Óscar Bonfiglio - Héctor Alcázar

## Nagrody

### Premios ACE 2012
| Kategoria                     | Osoba           | Wynik   |
| ----------------------------- | --------------- | ------- |
| Najlepsza aktorka             | Angelique Boyer | Wygrana |
| Najlepszy aktor               | Sebastián Rulli | Wygrana |
| Najlepszy reżyser telewizyjny | Mónica Miguel   | Wygrana |